# Josep Tomàs (escultor)
Josep Tomàs (Orpesa, Plana Alta, 1711 - ?, ?) va ser un escultor valencià del segle xviii.
Josep Tomàs, nascut el 1711, del qual es desconeix el lloc i la data de defunció, va ser un escultor del segle xviii que va treballar en el marc de l'estètica academicista del moment històric. Entre les seves obres i escultures destaquen la façana de l'Església parroquial d'Alcalà de Xivert, amb una ornamentació interior formada per talles d'algeps. Aquesta decoració es va efectuar en la dècada dels seixanta del segle xviii. També se li atribueix el retaule major de Móra d'Ebre.